# Preservatiu femení

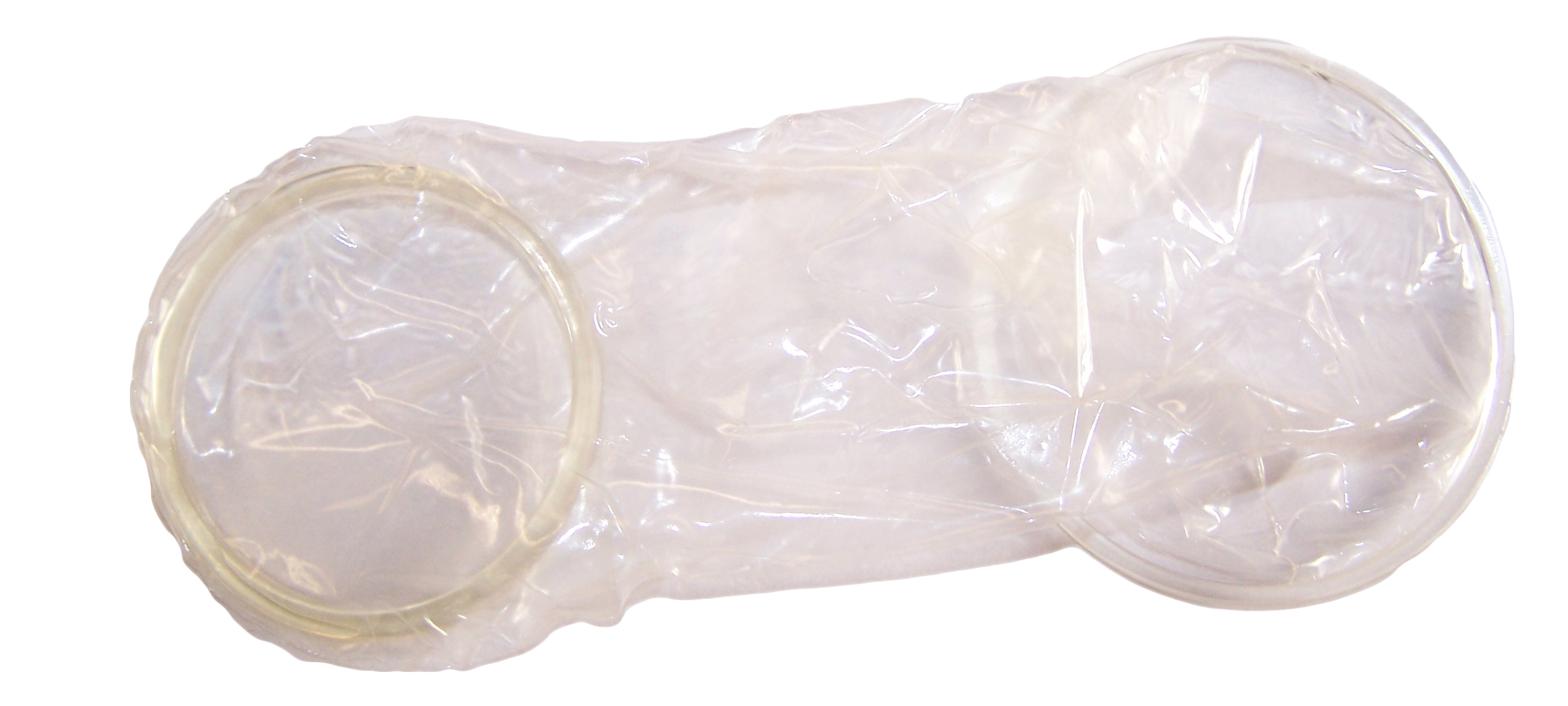
Preservatiu femení de poliuretà.

El preservatiu femení, condó femení o condó vaginal és un mètode anticonceptiu de barrera d'un sol ús i per a dones, alternatiu al preservatiu masculí, que cobreix la vagina i part de la vulva. Consisteix en una prima funda de poliuretà que s'ajusta a les parets de la vagina i es pot dur fins a huit hores. Es pot col·locar unes hores abans de la relació sexual i no cal traure'l immediatament després del coit. Es ven en les farmàcies.
Evita l'embaràs i el contagi de les infeccions de transmissió sexual i de la sida.
El preservatiu femení va aparèixer el 1992 a Anglaterra i els Estats Units, i immediatament es va difondre el seu ús per la resta d'Europa del món.

## Descripció
El preservatiu femení consisteix en una bossa que es col·loca dins de la vagina. Fa de 160 a 180 mil·límetres de llarg i de 76 a 82 mil·límetres d'ample, depenent del punt on es prenga la mesura, perquè les seues parets no són paral·leles. El gruix varia entre 0,041 mm i 0,061 mm. L'obertura del preservatiu té un radi de 65 mm, el seu altre extrem està tancat.
En un dels seus costats té un anell integrat a la seua estructura, que manté la bossa que forma el preservatiu oberta. En l'interior es troba un anell fabricat també en poliuretà, no integrat estructuralment a la bossa que conforma al preservatiu, i que serveix tant com ajuda per a inserir-ho en la vagina, com per a mantenir-lo en el seu lloc, ja siga durant el coit o si es camina amb el preservatiu posat. A diferència del preservatiu masculí no va ajustat a tensió, d'altra banda, s'adhereix còmodament i la seua presència és gairebé inapreciable. És més resistent que el preservatiu masculí.

## Ús
Cal col·locar-lo abans de qualsevol contacte amb altres genitals, però no cal que siga immediatament abans. Per exemple, es pot posar abans d'eixir de casa per a un sopar o altra activitat abans de passar a les relacions sexuals. El preservatiu femení té un anell interior que ajuda a la dona a inserir-lo dins de la vagina, i un altre exterior que s'ha de deixar fora, per a evitar que el preservatiu sencer llisque cap a l'interior de la vagina. És d'un sol ús.
Per a extraure'l, cosa que també es pot fer hores després del coit, primer cal enroscar l'anell exterior de manera que el semen quede tancat a dins del preservatiu, i llavors estirar cap a fora.